# 楢崎房江
楢崎 房江（ならさき ふさえ、1969年8月16日 - ）は、元テレビせとうち (TSC) のアナウンサー、元山陽放送 (RSK) のアナウンサー。
岡山県岡山市出身。就実高等学校、大東文化大学卒業。

## 担当番組
- ニュース山陽夕刊（テレビせとうち）[1]
- TSCニュース（テレビせとうち）[1]
- アットちゃん倶楽部（RSKラジオ）[2]
- おはようネットワーク（RSKラジオ） - 金曜担当[2]
- おかやまナイトスタジアム（RSKラジオ） - 火曜・木曜担当[2]
- 国司憲一郎のラジオ直球どまん中!（RSKラジオ） - 木曜・金曜担当[5]
- 石田好伸の通勤ラジオ絶好調!（RSKラジオ）[6]